# جيرالد نيكولاس دينو
جيرالد نيكولاس دينو (بالإنجليزية: Gerald Nicholas Dino)‏ هو قسيس أمريكي، ولد في 11 يناير 1940 في بينغامتون في الولايات المتحدة.